# Towarzystwo Autorów
Towarzystwo Autorów (ang. Society of Authors, SoA) – brytyjski związek zawodowy twórców literatury, założony w 1884 dla obrony ich interesów, ze szczególnym uwzględnieniem praw autorskich. Siedziba organizacji znajduje się w Londynie. Pierwszym prezesem był Alfred Tennyson.

## Charakterystyka
Towarzystwo ma charakter związku zawodowego. Pomaga w kontaktach z wydawcami i agentami, zajmuje się doradztwem prawnym i podatkowym oraz promocją twórczości swoich członków. Przyznaje stypendia oraz ponad dwadzieścia różnych nagród literackich. Są wśród nich m.in. doroczne nagrody finansowe dla młodych twórców: przyznawana od 1947 Somerset Maugham Award w postaci funduszu, który laureat musi wydać na zagraniczne podróże; od 1960 Eric Gregory Award dla młodych brytyjskich poetów; od 1984 Betty Trask Award dla młodych autorów z krajów Wspólnoty Narodów. 
Organem Towarzystwa jest kwartalnik The Autor, wydawany nieprzerwanie od 1890. W ramach organizacji funkcjonują grupy regionalne (jak Authors North, Cornish Chapter, Devon Writers Group, Society of Authors in Scotland) oraz sekcje tematyczne i branżowe, np. od 1958 jako sekcja Towarzystwa funkcjonuje Translators Association (Stowarzyszenie Tłumaczy), a od 2001 Academic Writers Group (Grupa Pisarzy Akademickich) zajmująca się obroną praw autorów prac naukowych.